# 213
El año 213 (CCXIII) fue un año común comenzado en viernes del calendario juliano, en vigor en aquella fecha.
En el Imperio romano el año fue nombrado como el del consulado de Aurelio y Balbino o, menos comúnmente, como el 966 Ab urbe condita, siendo su denominación como 213 posterior, de la Edad Media, al establecerse el Anno Domini.

## Acontecimientos

### Imperio Romano
- Caracalla deja Roma, para no retornar.
- Caracalla defiende la frontera norte contra los alamanes y los catos.

### Asia
- Cao Cao, el primer ministro de la Dinastía Han, le dio a diez ciudades y sus territorios el título de Wei Gong (noble de Wei). Estos luego se convertirían en el Reino de Wei.
- Pang Tong muere a las manos de su enemigo en una emboscada en el Valle de Fallen Phoenix.

## Nacimientos
- 10 de mayo: Claudio II el Gótico, emperador romano  (también se ha señalado 214).

## Fallecimientos
- Pang Tong, consejero de Liu Bei del Segundo Reino de Shu (n. 178)
- Zhang Song, consejero de Liu Zhang
- Zhang Ren, consejero de Liu Zhang